# Хамер ан дем Укер
Хамер ан дем Укер (њем. Hammer a. d. Uecker) град је у њемачкој савезној држави Мекленбург-Западна Померанија. Једно је од 54 општинска средишта округа Икер-Рандов. Према процјени из 2010. у граду је живјело 527 становника. Посједује регионалну шифру (AGS) 13062021.

## Географски и демографски подаци
Хамер ан дем Укер се налази у савезној држави Мекленбург-Западна Померанија у округу Икер-Рандов. Град се налази на надморској висини од 10 метара. Површина општине износи 21,5 km². У самом граду је, према процјени из 2010. године, живјело 527 становника. Просјечна густина становништва износи 25 становника/km².

## Међународна сарадња
| Мјесто | Држава | Врста сарадње | Од    |
| ------ | ------ | ------------- | ----- |
|        | Пољска | партнерство   | 1996. |
| Извор  |        |               |       |